# Marco Ricotta
Marco Ricotta (* 6. Mai 1976 in Bientina) ist ein italienischer Westernreiter.

## Werdegang
1993 begann er für Marco Manzi zu reiten. Dort traf er den US-Reiter Tim McQuay, in dessen Stall er daraufhin wechselte.
Bei den Weltmeisterschaften 2010 in Lexington (Kentucky) gewann er im Reining mit Smart and Shiney Team-Bronze zusammen mit Stefano Massignan, Dario Carmignani und Nicola Brunelli.

## Privates
Ricotta ist liiert und lebt in Tioga (Texas).

## Pferde (Auszug)
- Smart and Shiney (* 2003), Palomino-Hengst, Vater: Smart Shiner, Muttervater: Dox Tronalena der über Doc Olena von der AQHA Hall of Fame-Stute Poco Lena abstammt.[2]
- Hollywoodstinseltown (* 2004), Palomino Hengst, Vater: Hollywood Dun It, Muttervater: Great Red Pine